# استان ریتی
استان ریِتی (به ایتالیایی: Provincia di Rieti) یکی از استان‌های ناحیه لاتزیو در ایتالیا است. مرکز این استان، شهر ریتی است.
بر پایه آمار سال ۲۰۰۵ جمعیت این استان برابر با ۱۵۳٬۲۵۸ نفر و مساحت آن ۲٬۷۴۹ کیلومتر مربع است.